# Protosticta simplicinervis
Protosticta simplicinervis är en trollsländeart som först beskrevs av Selys 1885.  Protosticta simplicinervis ingår i släktet Protosticta och familjen Platystictidae. Inga underarter finns listade i Catalogue of Life.